# Książę Argai
Książę Argai (ang. Argai: The Prophecy, 2000) – francuski serial animowany dawniej emitowany w Polsce na kanale Tele 5.

## Bohaterowie
- Książę Argai
- Angel
- Orial
- Oskar
- Barnaba

## Fabuła
Serial opowiada o nieszczęśliwej miłości Argai i Angel. Królowa Orial rzuca zaklęcia na młode dziewczęta, które zapadają w głęboki sen. Traf chciał, że padło także na księżniczkę. Zrozpaczony książę udaje się do mnicha, który mówi mu o przepowiedni, że uratuje ukochaną pod warunkiem, że uda się w podróż w czasie.

## Wersja polska
Wersja polska: TELE 5
Tekst: Wioletta Grabarczyk
Czytał: Mirosław Utta

## Spis odcinków
| N/o            | Polski tytuł           | Angielski tytuł          |
| -------------- | ---------------------- | ------------------------ |
|                |                        |                          |
| SERIA PIERWSZA |                        |                          |
|                |                        |                          |
| 01             | Opowieść Księcia       | Prince Argai             |
|                |                        |                          |
| 02             | Złodziej w masce       | The man in the mask      |
|                |                        |                          |
| 03             | Nowy York, 2075        | New York, 2075           |
|                |                        |                          |
| 04             | Planeta F.107          | F. 107                   |
|                |                        |                          |
| 05             | Wielka podróż          | The great journey        |
|                |                        |                          |
| 06             | Katedra Notre Dame     | Notre-Dame de Paris      |
|                |                        |                          |
| 07             | Mandragora             | The mandrake             |
|                |                        |                          |
| 08             | Amulet Faraona         | The Pharaoh's            |
|                |                        |                          |
| 09             | Szlakiem krucjaty      | The road to the crusades |
|                |                        |                          |
| 10             | Alyasha                | Alyasha                  |
|                |                        |                          |
| 11             | Zatopiona Wenecja      | Venice submerged         |
|                |                        |                          |
| 12             | Ucieczka brata Tyciego | Brother Tish's escape    |
|                |                        |                          |
| 13             | Zaczarowany las        | The enchanted forest     |
|                |                        |                          |
| 14             | Ziemia Celtów          | In the land of the Celts |
|                |                        |                          |
| 15             | Kwiat lotosu           | Lotus flower             |
|                |                        |                          |
| 16             | Pustynia Awikango      | The desert of Awikango   |
|                |                        |                          |
| 17             | Klasztor Tirloch       | The monastery of Tirloch |
|                |                        |                          |
| 18             | Turniej rycerski       | The knight tournament    |
|                |                        |                          |
| 19             | Wielka ucieczka        | The knight tournament    |
|                |                        |                          |
| 20             | Dzika orchidea         | The wild orchid          |
|                |                        |                          |
| 21             | Święta perła           | The sacred pearl         |
|                |                        |                          |
| 22             | Kadzielnica            | The thurible             |
|                |                        |                          |
| 23             | Wróżka Melusina        | The fairy Melusine       |
|                |                        |                          |
| 24             | Biała Dama             | The white lady           |
|                |                        |                          |
| 25             | Angele                 | Angele                   |
|                |                        |                          |
| 26             | Decydujące starcie     | The final combat         |
|                |                        |                          |